# Corbenic
Corbenic (auch Carbonek und Corbin genannt) ist eine Burg, die in mehreren Gralslegenden erwähnt wird. Bei Furnivall ist sie der Sitz des Lahmen Königs, den Parzival hier antrifft. In anderen Versionen ist Corbenic die Gralsburg selber.
Malory (Buch 11) kennt eine Brücke von Corbenic (Pounte of Corbyn), an der Lancelot gebeten wird, eine Dame vom Zauber der Morgan le Fay und der Königin von Nord-Galys zu befreien, der sie seit fünf Jahren in einem kochenden Bad gefangen hält.